# Thompson (Dakota del Norte)
Thompson es una ciudad ubicada en el condado de Grand Forks en el estado estadounidense de Dakota del Norte. En el censo de 2010 tenía una población de 986 habitantes y una densidad poblacional de 824,02 personas por km².

## Geografía
Thompson se encuentra ubicada en las coordenadas 47°46′29″N 97°6′16″O / 47.77472, -97.10444. Según la Oficina del Censo de los Estados Unidos, Thompson tiene una superficie total de 1.2 km², de la cual 1.18 km² corresponden a tierra firme y (1.08%) 0.01 km² es agua.

## Demografía
Según el censo de 2010, había 986 personas residiendo en Thompson. La densidad de población era de 824,02 hab./km². De los 986 habitantes, Thompson estaba compuesto por el 98.07% blancos, el 0.3% eran afroamericanos, el 1.01% eran amerindios, el 0.1% eran asiáticos, el 0% eran isleños del Pacífico, el 0.1% eran de otras razas y el 0.41% pertenecían a dos o más razas. Del total de la población el 0.91% eran hispanos o latinos de cualquier raza.